# Cola vandersmisseniana
Cola vandersmisseniana är en malvaväxtart som beskrevs av Germain. Cola vandersmisseniana ingår i släktet Cola och familjen malvaväxter. Inga underarter finns listade i Catalogue of Life.